# Cot Manyang (Baktiya)
Cot Manyang is een bestuurslaag in het regentschap Aceh Utara van de provincie Atjeh, Indonesië. Cot Manyang telt 404 inwoners (volkstelling 2010).